# Séverine Brémond
Severine Beltrame (født 14. august 1979 i Montpellier) er en kvindelig tennisspiller fra Frankrig. Severine Beltrame startede sin karriere i 1999. 
5. februar 2007 opnåede Severine Beltrame sin højeste WTA single rangering på verdensranglisten som nummer 34. 